# Стара Весь (гміна Ленчна)
Стара Весь (пол. Stara Wieś) — село в Польщі, у гміні Ленчна Ленчинського повіту Люблінського воєводства.
Населення — 552 особи (2011).
У 1975-1998 роках село належало до Люблінського воєводства.

## Демографія
Демографічна структура станом на 31 березня 2011 року:
|          | Загалом | Допрацездатний вік | Працездатний вік | Постпрацездатний вік |
| -------- | ------- | ------------------ | ---------------- | -------------------- |
| Чоловіки | 279     | 75                 | 181              | 23                   |
| Жінки    | 273     | 68                 | 154              | 51                   |
| Разом    | 552     | 143                | 335              | 74                   |